# Korale (biżuteria)

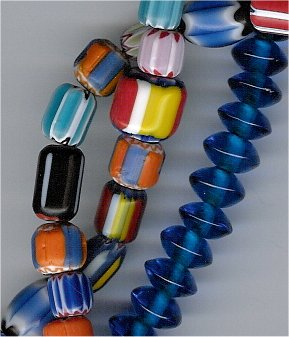
Korale

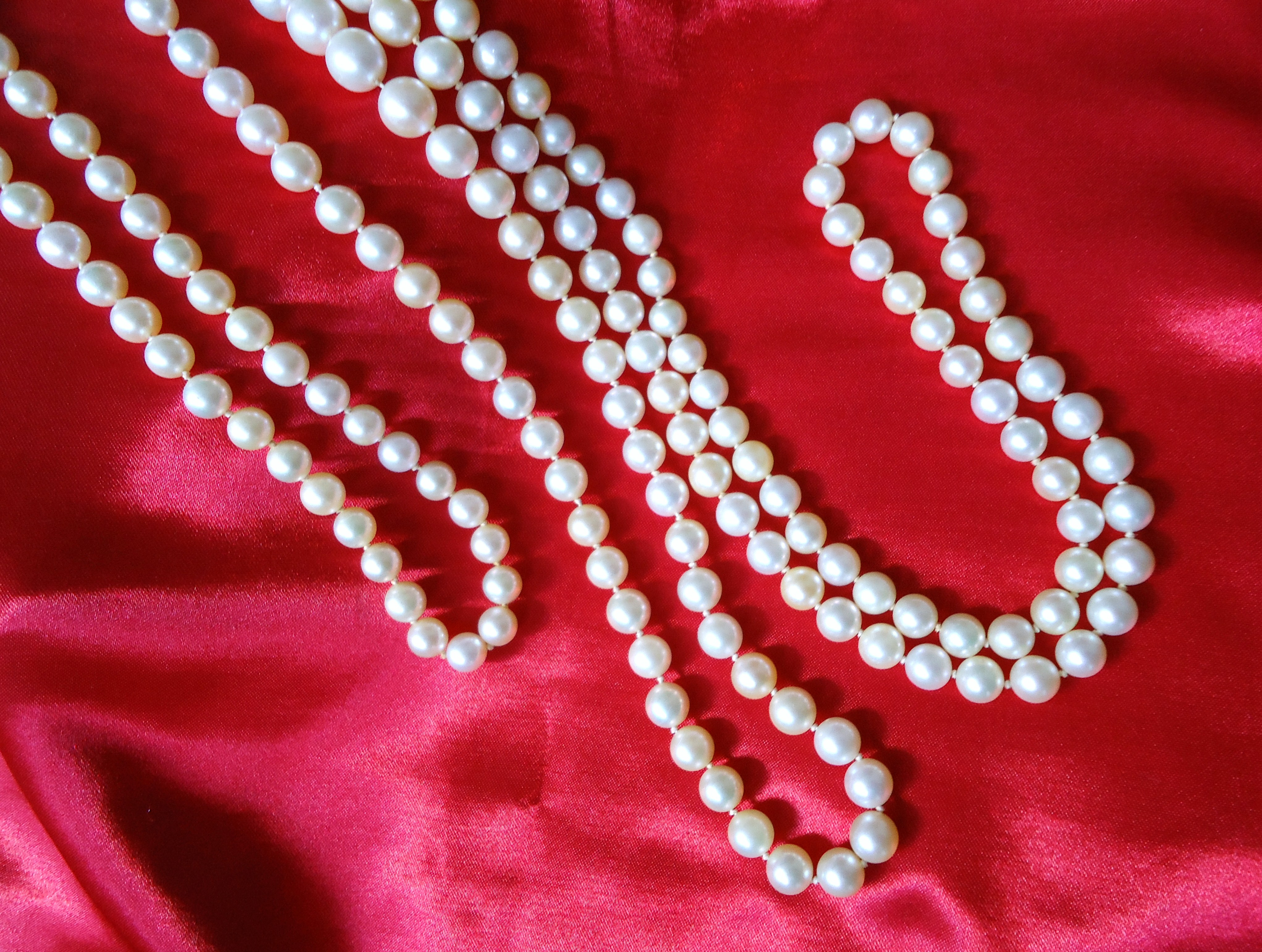
Perły – najbardziej popularne korale wszech czasów

Korale – rodzaj biżuterii w postaci koralików nanizanych przez niewielki otwór na nić, sznurek, żyłkę itp. Koraliki mogą być wykonane z różnych materiałów, zarówno pochodzenia naturalnego, jak i sztucznego. Mogą mieć różne rozmiary, kształty i kolory.
Koraliki są także wykorzystywane w modzie do upiększania odzieży, butów, torebek, nakryć głowy itp.
Projektowanie i wykonywanie własnej biżuterii z koralików, niekoniecznie tylko klasycznych sznurów korali, ale również kolczyków, bransoletek, naszyjników i broszek, jest rzemiosłem, które stało się popularne w ostatnich latach jako hobby.

## Pochodzenie nazwy
Etymologia wyrazu koral nie została wyjaśniona. Jedni badacze sugerują hebrajskie pochodzenie wyrazu, podczas gdy inni skłaniają się ku pochodzeniu celtyckiemu.
W języku hebrajskim gôrāl גּוֹרָל – mały kamień używany do ujawnienia wyboru Boga spośród różnych możliwości; takie kamyki były używane do wyznaczania „kozła ofiarnego” w Księdze Kapłańskiej 16:8; przeznaczenie, los; mały okrągły kamyk; kamień amuletowy, amulet.

## Najstarsze koraliki

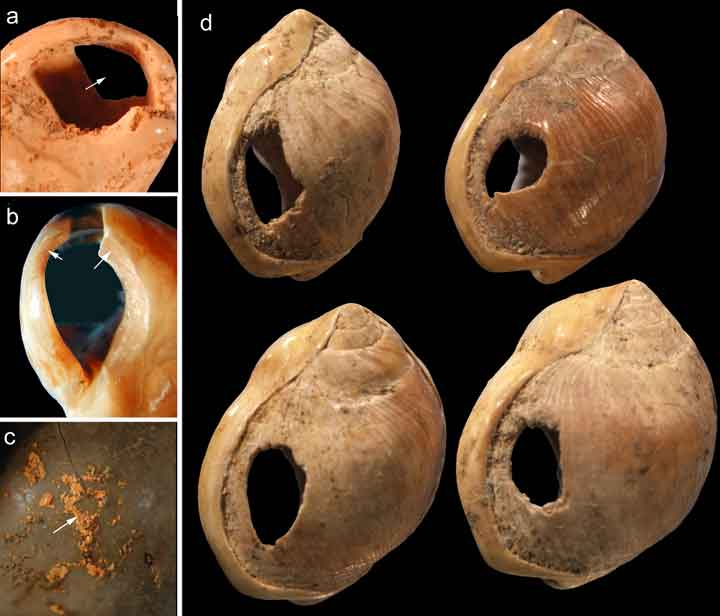
Koraliki-muszelki z Blombos

Za najstarszy przykład biżuterii zrobionej przez człowieka, do tej pory znaleziony, międzynarodowa grupa naukowców uznała 3 koraliki z muszelek morskiego ślimaka Nassarius. W tych muszelkach o wielkości grochu zrobiono otwory, przez przedziurawienie ich ostrym narzędziem z krzemienia. Przez otwory można było przeciągnąć nić w celu wykonania naszyjnika lub bransoletki. Wiek koralików-muszelek oszacowano na 90 do 100 tysięcy lat.
Dwa z tych trzech koralików znaleziono na zboczach góry Karmel w Izraelu (obecnie znajdują się w Muzeum Historii Naturalnej w Londynie), a trzeci na stanowisku archeologicznym w Algierii (współcześnie koralik jest przechowywany w Muzeum Człowieka w Paryżu). W obu przypadkach miejsca-znaleziska są znacznie oddalone od morza, więc muszelki zostały przywleczone tam przez człowieka.
Noszenie ozdoby zrobionej z muszelek miało znaczenie symboliczne, socjalne, a nie tylko dekoracyjne. Mogło oznaczać posiadanie władzy, bogactwa, atrakcyjność fizyczną, przynależność do danej grupy czy ochronę przed złymi duchami.
Koraliki z muszelek ślimaka Nassarius ze śladami bawnika ochry, o wieku szacowanym na 75 tysięcy lat, znaleziono również w Południowej Afryce w jaskini Blombos.
Dwadzieścia morskich muszelek z otworkami, używanymi jako koraliki, o wieku szacowanym na 41 do 35 tysięcy lat, znaleziono na stanowisku archeologicznym położonym na północ od Bejrutu.

## Historia

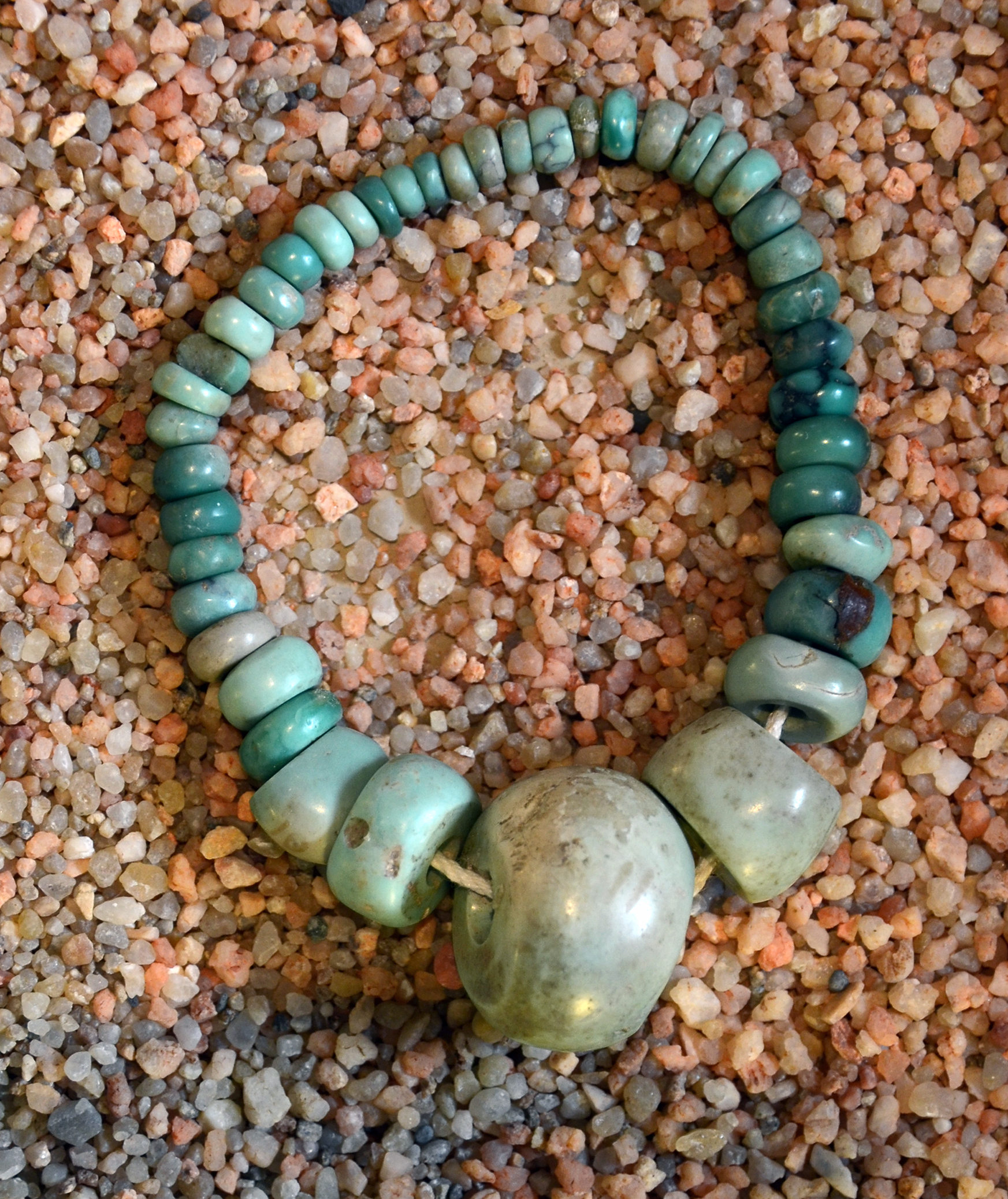
Korale z kamienia znalezione w kurhanie w pobliżu Locmariaquer, neolit, 4500-4000 lat p.n.e. obecnie w muzeum historii archeologii w Vannes

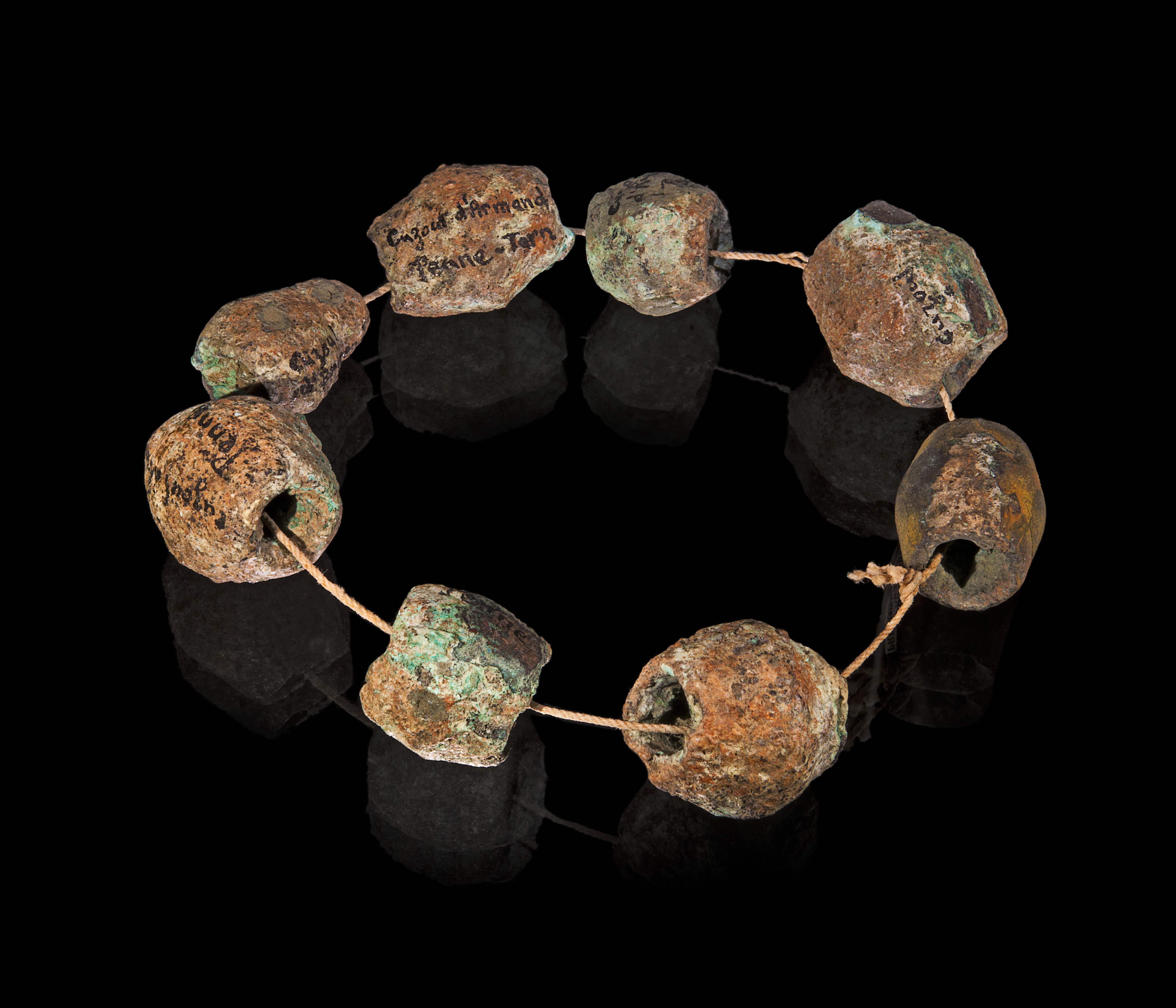
Korale znalezione w jaskini w Penne, holocen, epoka brązu, 1800-1500 p.n.e. obecnie w muzeum historii naturalnej w Tuluzie

Korale robiono i noszono w każdej kulturze od przynajmniej 40 tysięcy lat. Najwcześniej w historii ludzie robili koraliki z materiałów naturalnych: kości, muszelek, kamienia i nasion. W miarę jak nasi przodkowie rozprzestrzeniali się po świecie, pozostawali po sobie ślady m.in. w postaci korali.
Pierwszymi koralami wykonanymi ze sztucznego materiału, wytworu człowieka, były korale fajansowe, które najpierw wytworzono w Egipcie około 5500 lat temu.
Pierwsze koralki ze szkła zrobiono w Egipcie i Mezopotamii około 3500 lat temu. Starożytni szklarze wytwarzali szkło z trzech prostych składników: piasku, węglanu sodu i wapienia. Wraz z rozwojem ludzkiej cywilizacji powstawały coraz to nowe bardziej skomplikowane techniki ich produkcji, a szklane korale stawały się coraz bardziej wymyślne.
Około 1350 roku p.n.e. wyrób szkła był już skomplikowanym procesem chemicznym, który pozwalał na otrzymanie szkła bezbarwnego lub barwnego, nieprzezroczystego, mozaikowego (millefiori). Skonstruowano również specjalne piece. Następnie Rzymianie dalej usprawnili wyrób szkła i zainicjowali proces dmuchania.
Pochodzące z Europy szklane koraliki były początkowo głównie produkowane w Wenecji. Już w 1291 roku przeniesiono część produkcji z Wenecji do Murano, z obawy, że wypadek z piecem mógłby zniszczyć miasto. Wraz ze wzrostem popularności i dostępności szklanych koralików zmniejszał się popyt na korale fajansowe.
Koraliki millefiori docierały nawet do Skandynawii, centralnej Afryki i Chin jako towar wymienny. Wraz z upadkiem Cesarstwa Rzymskiego nastąpił koniec okresu rozkwitu szklanych korali. W średniowieczu produkowano mniej i bardziej proste koraliki, głównie do różańców. Wiele metod produkcji popadało w zapomnienie.
Dopiero w XV wieku weneccy rzemieślnicy, pracujący w Murano, ponownie odkryli technikę millefiori i zaczęli na nowo wytwarzać w tej technice koraliki, używane do robienia biżuterii, ale także do wymiany handlowej z Afryką i Ameryką Północną. W 1480 roku Marietta Barovier, pochodząca ze znanej rodziny szklarzy z Murano, wymyśliła najsłynniejszy koralik typu millefiori określany jako Rosetta lub Chevron. Koralik był robiony z pustej w środku rurki szklanej o wzorze 12-ramiennej gwiazdy na całej długości rurki.
Ze względu na rosnący popyt na szklane koraliki liczba wytwórni w Murano zwiększyła się z 24 w 1525 roku do 251 w 1606 roku. W XVI wieku opracowano metodę produkcji pereł lampowych. Kres rozkwitu produkcji szklanych koralików nastąpił po zdobyciu Wenecji przez Napoleona w 1797 roku. Produkcja szklanych koralików, oparta na wiedzy i doświadczeniu z Murano, przeniosła się m.in. do Czech, które pod koniec XIX wieku zyskały pozycję cenionego producenta szklanych koralików. Powstała też firma Swarovski produkująca koraliki-kryształki.
W połowie XIX wieku i aż do początków XX wieku europejskie firmy handlowe specjalizujące się w sprzedaży koralików wydawały katalogi, które obecnie stanowią muzealne eksponaty.
Pod koniec XIX wieku i na początku XX wieku doszło do ponownego ożywienia w produkcji weneckich koralików. Po II wojnie światowej produkcja znowu zmniejszyła się. W XX wieku koraliki w Wenecji i Murano były produkowane głównie na potrzeby producentów mody.
Obecnie koraliki robione z plastiku zyskują coraz większy udział na rynku, wypierając koraliki szklane, podobnie jak kiedyś w miarę upływu czasu koraliki szklane zastąpiły koraliki fajansowe i w dużej mierze te robione z materiałów pochodzenia naturalnego.

## Rola w handlu wymiennym

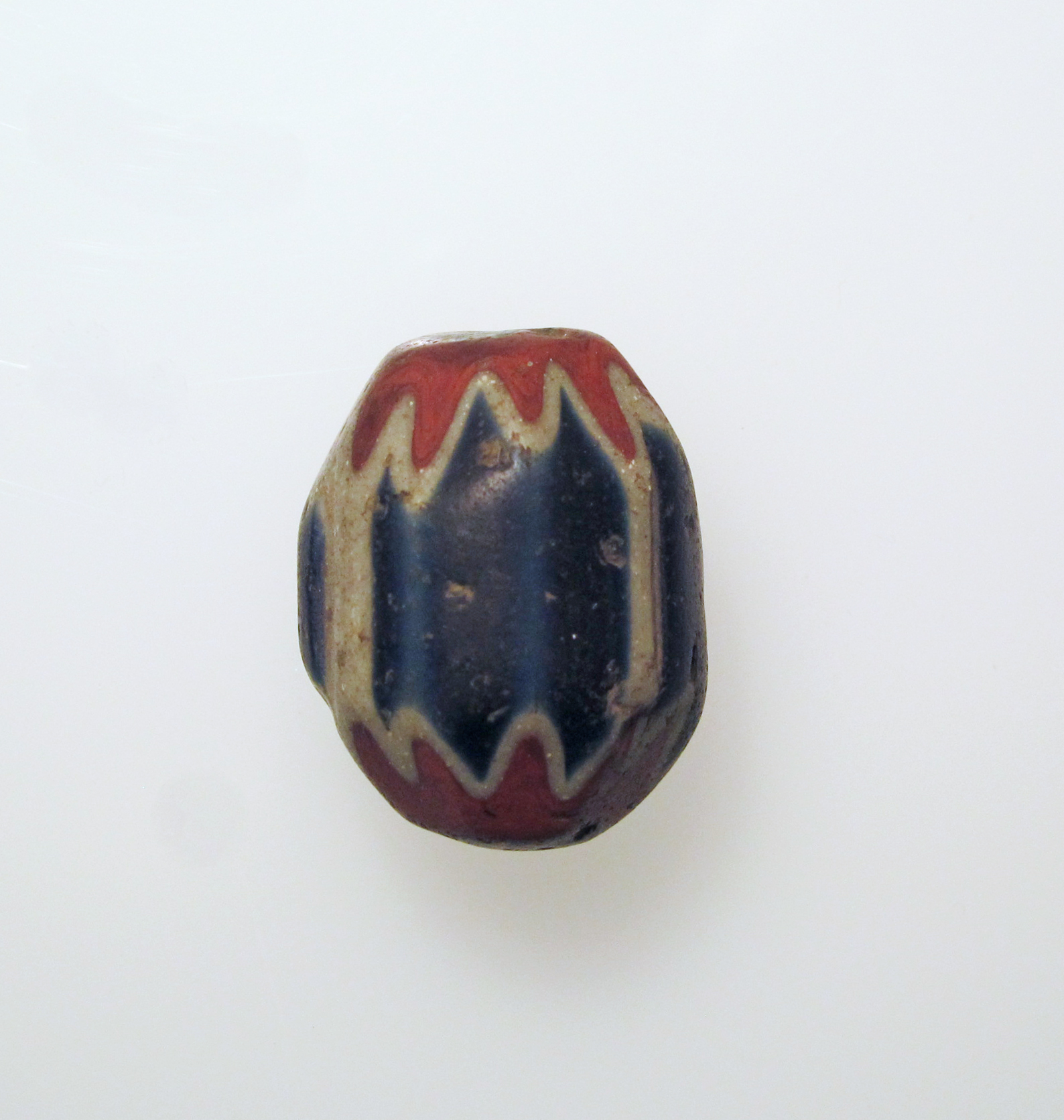
Wenecki szklany koralik Chevron, Metropolitan Museum of Art

Szklane koraliki odegrały rolę w handlu wymiennym między Europą i Afryką oraz między Europą i Ameryką. W języku angielskim są określane terminem trade beads.
W XV wieku europejskie szklane koraliki, które na statkach przywieźli ze sobą do Afryki Zachodniej Portugalczycy, stały się tam popularne, były uważane za przedmioty unikalne i wartościowe, gdyż wyrób szkła nie był znany w Afryce. W zamian za koraliki kupowano różne afrykańskie zasoby i bogactwa (złoto, kość słoniową, olej palmowy), a także niewolników. Z kolei Afrykańczycy używali szklanych koralików do robienia artystycznych ozdób podkreślających wysoki status społeczny.
Z kolei przybywający do Ameryki Północnej pierwsi Europejczycy (hiszpańscy konkwistadorzy i duchowni) wymieniali zabrane ze sobą z Europy szklane koraliki na skóry zwierzęce (bobra) i inne produkty w handlu wymiennym z amerykańskimi Indianami.
Pierwsza pisemna wzmianka o szklanych koralikach w Ameryce pochodzi z dziennika okrętowego Krzysztofa Kolumba z dnia 12 października 1492 roku – szklane koraliki zostały wręczone miejscowej ludności na wyspie San Salvador. Również inni europejscy żeglarze-odkrywcy (Cortez, de Narváez, de Soto) zabierali na pokład szklane koraliki jako jeden z towarów do wymiany w transakcjach handlowych z tubylczą ludnością albo wręczanych na prezent.
Zanim szklane koraliki z Europy dotarły do Ameryki Północnej Indianie wytwarzali koraliki z kości, ręcznie polerowanych muszelek, złota, jadeitu i niebiesko-zielonego turkusu.
Pochodzące z Europy szklane koraliki były głównie produkowane w Wenecji i w Murano. Aby sprostać zapotrzebowaniu opracowano szybsze metody ich wytwarzania. Z czasem wielkim producentem szklanych koralików stały się Czechy. Także szklane koraliki z Chin docierały do Ameryki Północnej – wraz z hiszpańskimi galeonami do Meksyku, a dzięki Rosjanom od 1741 roku na Alaskę.
Nieprawdziwa jest natomiast historia jakoby Holendrzy w 1626 roku kupili Manhattan od Indian za koraliki o wartości 24 dolarów (w przeliczeniu na XIX-wieczne dolary). Koraliki stanowiły jedynie jeden z wymienionych wówczas z Indianami towarów. Źródłem tej informacji dla potomnych był list Pietera Schagena z 1626 roku do swoich zwierzchników z Holenderskiej Kompanii Zachodnioindyjskiej. W liście Schagen poinformował, że Peter Minuit kupił wyspę Manhattan od Indian w zamian za dobra o wartości 60 guldenów holenderskich (XVII-wiecznych). Przy czym ówczesnym plemionom indiańskim nie znane były europejskie praktyki sprzedaży i kupna lądu. W ich mniemaniu lądu nie można było sprzedać ani nabyć na własność. Tym niemniej akt sprzedaży-kupna pociągnął za sobą konsekwencje historyczne w postaci założenia na zakupionym terenie kolonii Nowych Niderlandów.

## Korale z prawdziwych korali

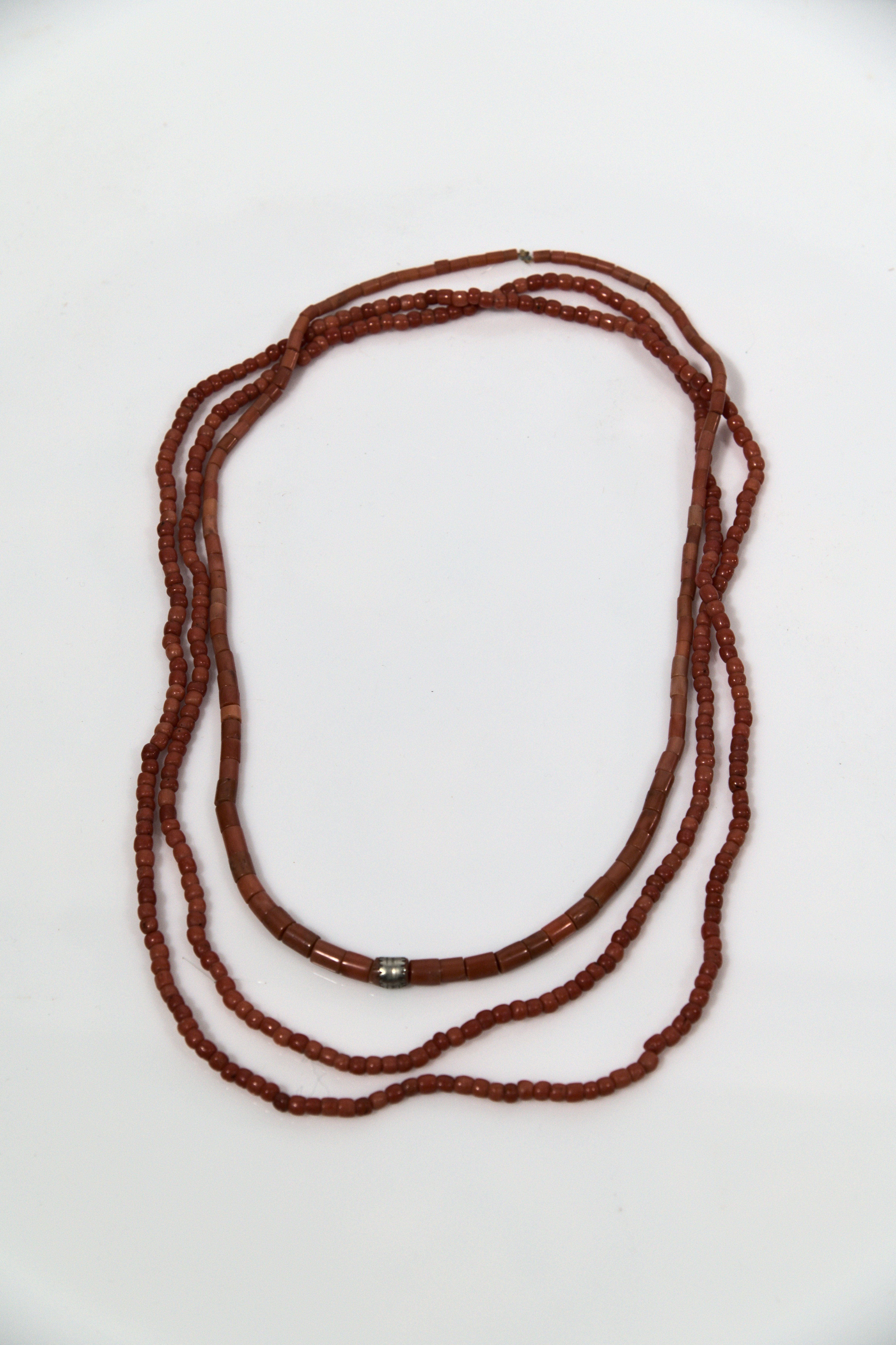
Korale noszone przez kobiety do stroju ludowego. Z zasobów Muzeum Dawnej Wsi „Domek Tkaczki”

Odkrycia archeologiczne potwierdziły, że już u ludzi pierwotnych koral czerwony miał znaczenie obrzędowe, a później także kultowe. Od IV wieku p.n.e. koral szlachetny (Corallium rubrum) zaczęto stosować do wyrobu ozdób, a nie tylko amuletów. W okresie starożytnym koral pełnił nie tylko funkcje kultowe, ale także magiczne i lecznicze. Według poety Owidiusza amulet z korala chronił przed niebezpieczeństwami w podróży i był antidotum na wszelkie trucizny. Silny kult korala szlachetnego istniał u Celtów.
Handel koralem rozwinął się podczas wypraw krzyżowych. Okres szczytowy przeżywał na przełomie XVI i XVII wieku aż do czasów rewolucji francuskiej, która zakończyła francuskie panowanie na rynku koralowym. Po Francuzach rynek handlu koralem przejęli Włosi. W latach 1879–1884 miał miejsce światowy boom koralowy. W końcu drugiej połowy XIX wieku na koralowy rynek jubilerski wkroczyli Japończycy, co wiązało się m.in. z wyczerpaniem zasobów czerwonego korala śródziemnomorskiego i odkryciem nowych złóż koralowców w pobliżu wyspy Bonin, Okinawy i północnego Tajwanu.
W Polsce moda na ozdoby z korala szlachetnego pojawiła się przed połową XVIII wieku, najpierw wśród szlachcianek, a następnie u mieszczanek, zaś w XIX wieku objęła także chłopki. Korale z prawdziwych korali stanowiły element kobiecego stroju ludowego, zwłaszcza w południowej i środkowej Polsce (np. strój krakowski). Zwykle kobiety nosiły 3 lub 5 sznurków korali (nieparzystą liczbę) lub więcej, gdy koraliki były małe. Poszczególne korale mogły być tej samej wielkości lub ich wielkość zwiększała się ku środkowi sznurka. Wielkość korali i liczba sznurków świadczyły o zamożności właścicielki. W XX wieku sznurki korali wypełniały cały dekolt gorsetu.
Korale z prawdziwych korali były drogie i uważane za lokatę kapitału. Przechodziły w ramach dziedziczenia z matki na córkę oraz stanowiły element wyprawy panny młodej. Panny szły na służbę albo podejmowały się innych prac dorywczych czy sezonowych, aby uzbierać pieniądze na choćby 1 sznurek korali. Najbiedniejsze kobiety nosiły korale sztuczne np. tzw. „korale chlebowe” zrobione ze skrobi i żywicy z dodatkiem czerwonego barwnika.
Jeden lub częściej kilka (4–5, a nawet 6) sznurów prawdziwych korali (w okresie żałoby zastępowanych koralami z gagatu lub ciemnego granatu, ewentualnie czarnego szkła), zapinanych z tyłu złotym filigranowym zapięciem, nosiły dookoła szyi ubrane na ludowo kobiety-chłopki wyznania protestanckiego z holenderskiej prowincji Zelandii.

## Korale bursztynowe

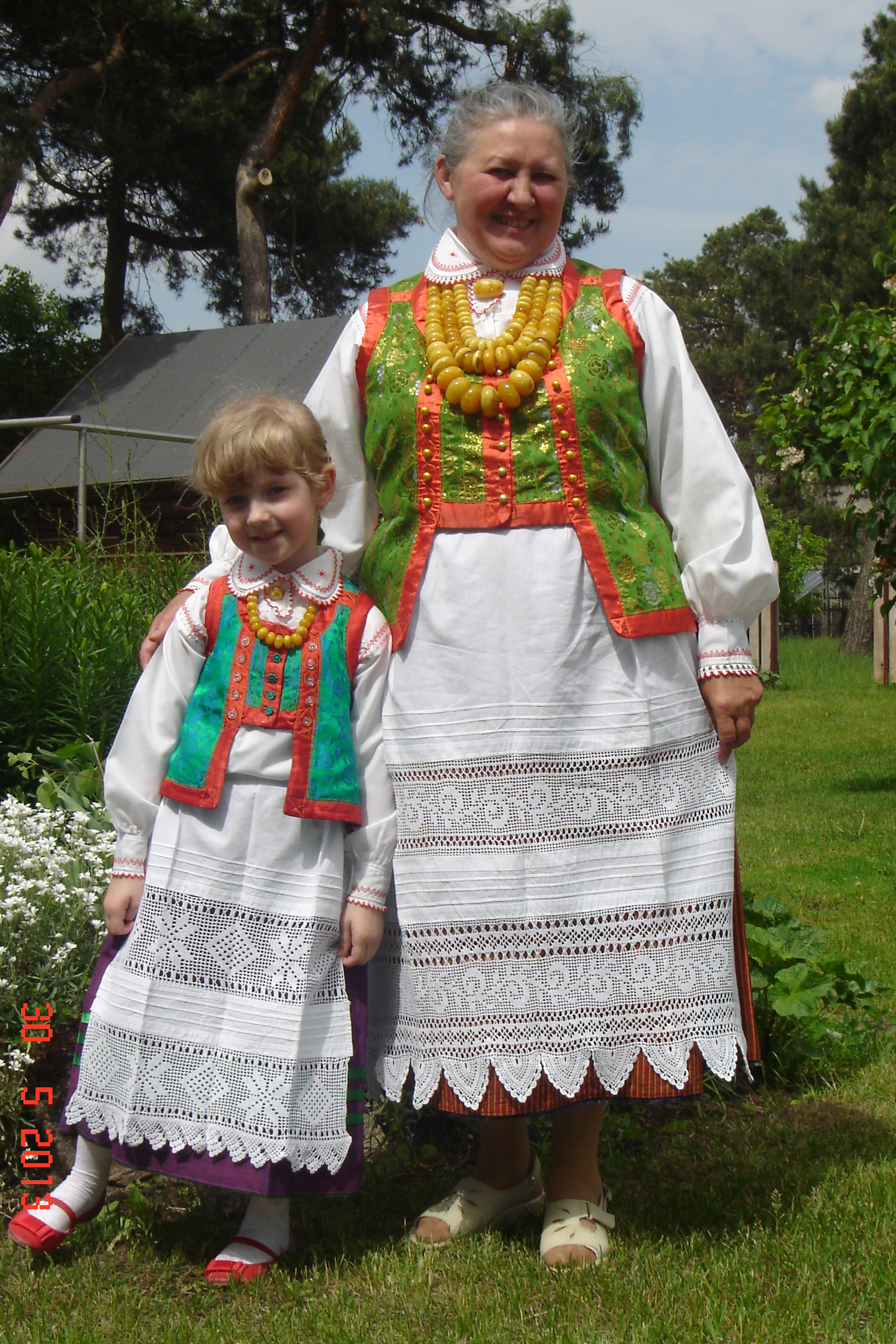
Kurpiowskie korale bursztynowe

Bursztynowe korale stanowiły element kobiecego stroju ludowego Kurpiów z Puszczy Zielonej oraz Kaszubów.
Złoża bursztynu (określanego „kurpiowskim złotem”) zostały odkryte w pobliżu wsi Wolkowe w 1796 roku, a dwa lata później powstały pierwsze warsztaty obróbki w Ostrołęce. Bursztyn wydobywano w kopalniach odkrywkowych, dołach głębokich na pół do ośmiu metrów, a nawet z rzek. Każda kurpiowska dziewczyna na wydaniu musiała mieć trzy sznury bursztynowych korali. Te wielgachne nazywano „kartoflakami”. Paciorki bursztynowych korali były szlifowane na gładko lub fasetowane.
Tradycyjne korale bursztynowe stanowiły lokatę kapitału i były dziedziczone z pokolenia na pokolenie w linii żeńskiej. Niekiedy były prezentem od narzeczonego, stanowiąc oficjalną deklarację uczuć, a ich przyjęcie oznaczało wyrażenie zgody na dalsze wspólne życie. Mogły być też prezentem od męża. Panna młoda zakładała bursztynowe korale na szyję jako ozdobę ubioru w dniu ślubu. Jeżeli rodziców panny młodej nie było stać na korale bursztynowe w posagu, to podczas wesela zachęcano gości do składania datków, aby pokryć koszty ich zakupu. Duże korale nawleczone na tasiemkę dawano ząbkującym dzieciom do gryzienia.
Korale bursztynowe były również ozdobą narodowego stroju Litwinek.
Współcześnie dostępne są korale z bursztynów szlifowanych (okrągłe) oraz nieoszlifowanych w licznych kolorach (od białego, przez mleczny, miodowy, aż do czarnego).

## Korale żałobne
W 1861 roku po ogłoszeniu żałoby narodowej Polki we wszystkich trzech zaborach masowo zakładały czarne drewniane korale – przykład żałobnej biżuterii patriotycznej. Pojedynczy sznur czarnych korali był wiązany na szyi w specjalny sposób przypominający pętlę. Oryginalny sznur takich korali znajduje się w Muzeum Narodowym w Poznaniu.

## Korale modlitewne
Korale modlitewne pomagają wyznawcy danej religii w recytowaniu i liczeniu modlitw. Są używane m.in. w chrześcijaństwie, islamie, buddyzmie i hinduizmie. Wszystko wskazuje na to, że posługiwanie się koralami modlitewnymi zostało zapoczątkowane w hinduskich praktykach religijnych w Indiach, prawdopodobnie około VIII wieku p.n.e.
W hinduizmie i buddyzmie wyznawcy posługują się koralami modlitewnymi, które nazywa się mala.
Wyznawcy dwóch głównych współczesnych nurtów hinduizmu (śiwaizmu i wisznuizmu) używają odmiennych korali modlitewnych mala. W śiwaizmie modlitewne korale składają się z 32 do 108 nasion drzewa mali wąskolistnej. Szorstkie nasiona mali mają symbolizować trudne i rygorystyczne życie wymagane od czcicieli Śiwy, natomiast 5 segmentów, na które jest podzielone każde nasiono, odnosi się do pięciu twarzy i osobowości Śiwy. W wisznuizmie korale modlitewne są zwykle zrobione z 108 koralików, wystruganych z drewna krzewu bazylii azjatyckiej i nawleczonych na nić.
Buddyjskie korale modlitewne mala liczą zwykle 108 nanizanych koralików w przypadku mnichów i 30 lub 40 koralików w przypadku osób świeckich. Koraliki te symbolizują nieczystości lub kłamstwa, które trzeba pokonać, aby osiągnąć stan Nirwany. Różnica w liczbie nanizanych koralików wynika m.in. z indywidualnych różnic w przezwyciężaniu trudności i w osiągnięciach uzyskanych w drodze do duchowego oświecenia. Tradycyjnie buddyjskie korale modlitewne były i są robione z nasion lub drewna drzewa Bodhi.
Muzułmańskie korale modlitewne o nazwie subha składają się zwykle z 99 koralików do odliczania i jednego wydłużonego koralika końcowego, który służy do wypowiadania imienia Allaha. W przypadku subha ważna jest liczba koralików (99+1), natomiast nie odgrywa roli materiał, z którego zostały wykonane, w przeciwieństwie do korali modlitewnych używanych w hinduizmie i buddyzmie.
Używanie różańca do modlitwy zostało zapoczątkowane w średniowieczu w europejskich klasztorach. W późnym okresie tej epoki różaniec stał się pospolity. W 1520 roku papież Leon X oficjalnie zaakceptował używanie różańca. Typowy różaniec składa się z 59 paciorków: 6 dużych i 53 małych. Małe paciorki są ułożone w 5 razy po 10 sztuk plus 1 duży paciorek oraz pojedynczy wisiorek z 3 małych paciorków i 1 dużego, zakończonych krzyżykiem.
Również w cerkwi prawosławnej używane są różne korale modlitewne, ale przede wszystkim w monasterach. W cerkwi prawosławnej częściej stosowane są sznury modlitewne, które pełnią tę samą funkcję co korale modlitewne. Sznury modlitewne były stosowane także w innych religiach przed wprowadzeniem modlitewnych korali. Anglikańskie korale modlitewne, wprowadzone w latach 80. XX wieku, stanowią połączenie katolickiego różańca z prawosławnym sznurem modlitewnym (czotki).
W Grecji istnieje zwyczaj relaksowania umysłu za pomocą koralików nawleczonych na sznurek tzw. komboloi.

## Koraliki współcześnie
Koraliki do robienia korali mogą być pochodzenia naturalnego lub z materiałów wytworzonych przez człowieka.
Koraliki mogą mieć najrozmaitsze kształty i kolory. Korale mogą zostać wykonane z jednego rodzaju koralików lub stanowić połączenie różnych koralików. Pod względem wielkości mogą być duże lub małe, a nawet bardzo drobne (ziarenka).
Bardzo drobne koraliki (wielkości ziarenek, o średnicy od 1 do 3 milimetrów) są stosowane do robienia odstępów między dużymi koralami, wydłużania bez dodawania ciężaru, tworzenia splotów z kilku pojedynczych sznurków korali, oraz do wyszywania. Te drobne koraliki są dostępne w różnych kolorach, kształtach i rozmiarach podawanych w milimetrach lub jako liczba odpowiednio ułożonych koralików przypadająca na 2,5 centymetra (aughts), jednak producenci stosują także własne standardy. Koraliki (ziarenka) mają najróżniejsze kolory. Dodatkowo koraliki mogą być wykończone na przezroczyste, półprzezroczyste, matowe, świecące, perłowe, pozłacane, posrebrzane, a nawet o dziurce w innym kolorze niż sam koralik itd.
W przypadku dużych korali o regularnych kształtach (okrągłe, kwadratowe) podawana jest ich średnica lub odległość między dziurkami w milimetrach. W pozostałych przypadkach podawana jest długość (z reguły jako pierwsza) i szerokość (jako druga).
Dostępne w handlu koraliki różnią się nie tylko stylem, ale także jakością i ceną. Producentami koralików są m.in. Japonia i Czechy.

### Materiały
Koraliki do korali mogą być pochodzenia naturalnego albo z materiałów wytworzonych przez człowieka. Korale mogą być zrobione z następujących materiałów:
- szkła przy zastosowaniu różnych technik produkcji np. koraliki szklane z Czech, millefiori czy koraliki z Murano, kryształki czyli o szlifie fasetkowym np. z firmy Swarovskiego, imitacje pereł,
- metalu np. z miedzi, aluminium, srebra, złota lub stopów (mosiądzu),
- laki,
- modeliny,
- papier-mâché,
- ceramiki,
- plastiku (np. ze szkła akrylowego),
- kamieni szlachetnych i półszlachetnych (lapis lazuli, bursztynu, gagatu, opali często o szlifie kaboszonowym, nefrytu i jadeitu),
- szerokiej gamy materiałów pochodzenia organicznego (nasion, orzechów, muszelek, kości, rogu, koralu, prawdziwych pereł, kości słoniowej, szylkretu, drewna)[33]. Tanim i powszechnie (zwłaszcza niegdyś) używanym surowcem do wyrobu korali są owoce jarzębiny[34]. Pachnące korale można wykonać z goździków[35]. Goździki nawlekali na nić i nosili na szyi tubylcy na jednej z wysp grupy Moluki[36].

### Kształty
Koraliki, z których robione są korale, mogą mieć najróżniejsze kształty: okrągłe, dwustożkowe, łezki, kropelki, cylindryczne, owalne, kostek do gry, sześcianów, pierścieni, lampek, bryłek, płaskich czworokątów, diamentów, poduszeczek, monet, ziaren soczewicy, listków, sztyletów, kształtu litery D, pączka z dziurką czyli donuta.

### Dziurki
Dziurki w koralikach do korali znajdują się najczęściej pionowo lub poziomo na środku koralika, ale nie zawsze. Dziurki w koralikach mogą znajdować się poza ich środkiem, np. z tyłu, podobnie jak u guzików na nóżce, albo na jednym z końców koralika np. koraliki w kształcie kropli mają otwory w górnej, węższej części lub wzdłuż koralika, zaś koraliki w kształcie ziaren soczewicy mają wywiercone dziurki w taki sposób, aby zachodziły na siebie. Rozmiary otworów do przeciągania nici są różne i nie zawsze są proporcjonalne do wielkości koralików.

### Nizanie

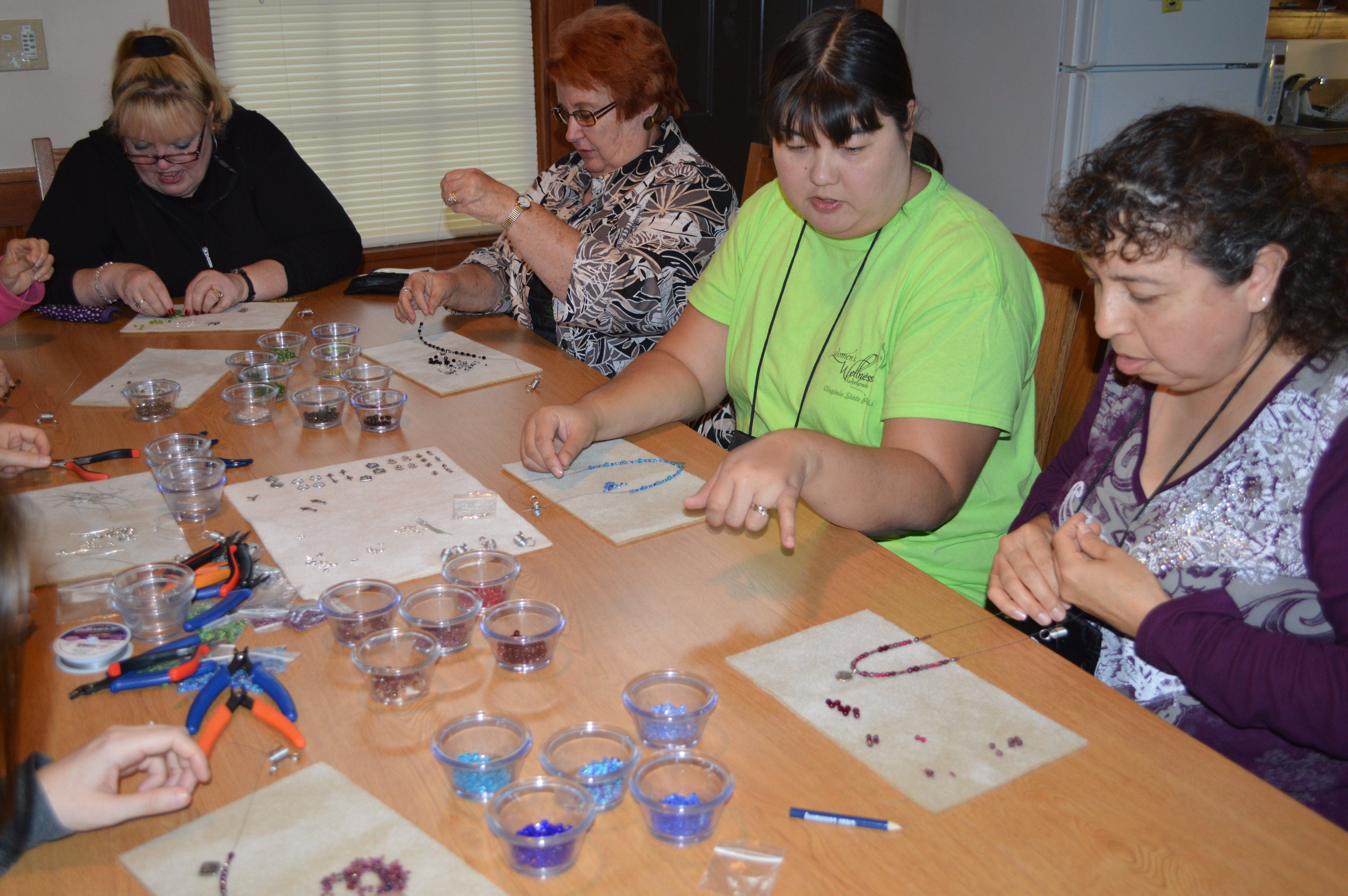
Panie nawlekające korale

Koraliki (paciorki) mają w środku otworki i w ten sposób są nawlekane na nić lub sznurek za pomocą specjalnej igły. Nici mogą wykonane z bawełny, skóry, nylonu, drutu metalowego (mosiądzowego, miedzianego), drutu metalowego pokrytego nylonem itd. Nici, druty, sznurki, żyłki mogą być różnej grubości i w różnych kolorach. Istnieją różne techniki nizania koralików na nici. Igły do nawlekania są dostępne w różnych rozmiarach, im wyższa liczba, którą została oznaczona igła, tym cieńsza igła. W przeciwieństwie igieł do szycia, oko igły do nawlekania jest niewiele szersze niż sama igła. Dobór igły zależy nie tylko od wielkości otworu w koralikach, ale także od tego, ile razy nić ma być przeciągnięta przez otwór. Jeżeli nić ma zostać przeciągnięta kilkukrotnie, to użyta igła musi być cieńsza.
Szczególnie w przypadku pereł stosuje się supełkowanie przy nawlekaniu, czyli robienie pojedynczego supełka z nici po każdym koraliku, ściśle do niego przylegającego. Dzięki tej metodzie, jeżeli dojdzie do zerwania nici, to odpadnie tylko 1 koralik. Supełki pełnią także funkcję dekoracyjną i zapobiegają ocieraniu się koralików o siebie. Nić używana do supełkowania musi być elastyczna i w miarę cienka, np. jedwabna. Istnieją różne sposoby robienia supełka.

### Sortowanie i przechowywanie
Koraliki do korali można sortować według:
- kształtu,
- wielkości,
- koloru,
- materiału, z którego zostały wykonane.

Do przechowywania współcześnie poleca się przezroczyste dobrze zakręcane plastikowe pojemniki.

## Robótki ręczne z koralikami
Małe koraliki nadają się do wykorzystania w różnych robótkach ręcznych. Mogą być wplatane do robótki na szydełku, wrabiane podczas robienia na drutach, przyszywane lub użyte do wyszywania, oraz stosowane do tkania.
Używając koralików można wykonywać tzw. haft koralikowy. Koraliki są ręcznie naszywane na tkaninę według uprzednio zaznaczonego na niej konturu wzoru. Każdy koralik można przyszywać oddzielnie po linii wzoru do materiału albo można przytwierdzać koraliki uprzednio nawleczone na nić.
Tkanie koralikami przy użyciu specjalnego krosna umożliwia wykonanie pasów, pasków, bransolet, naszyjników i różnych elementów składowych.
Drobne koraliki można też wykorzystać do oplatania kaboszonu ściegiem peyote i zrobić broszkę.

## Korale z różnych stron świata

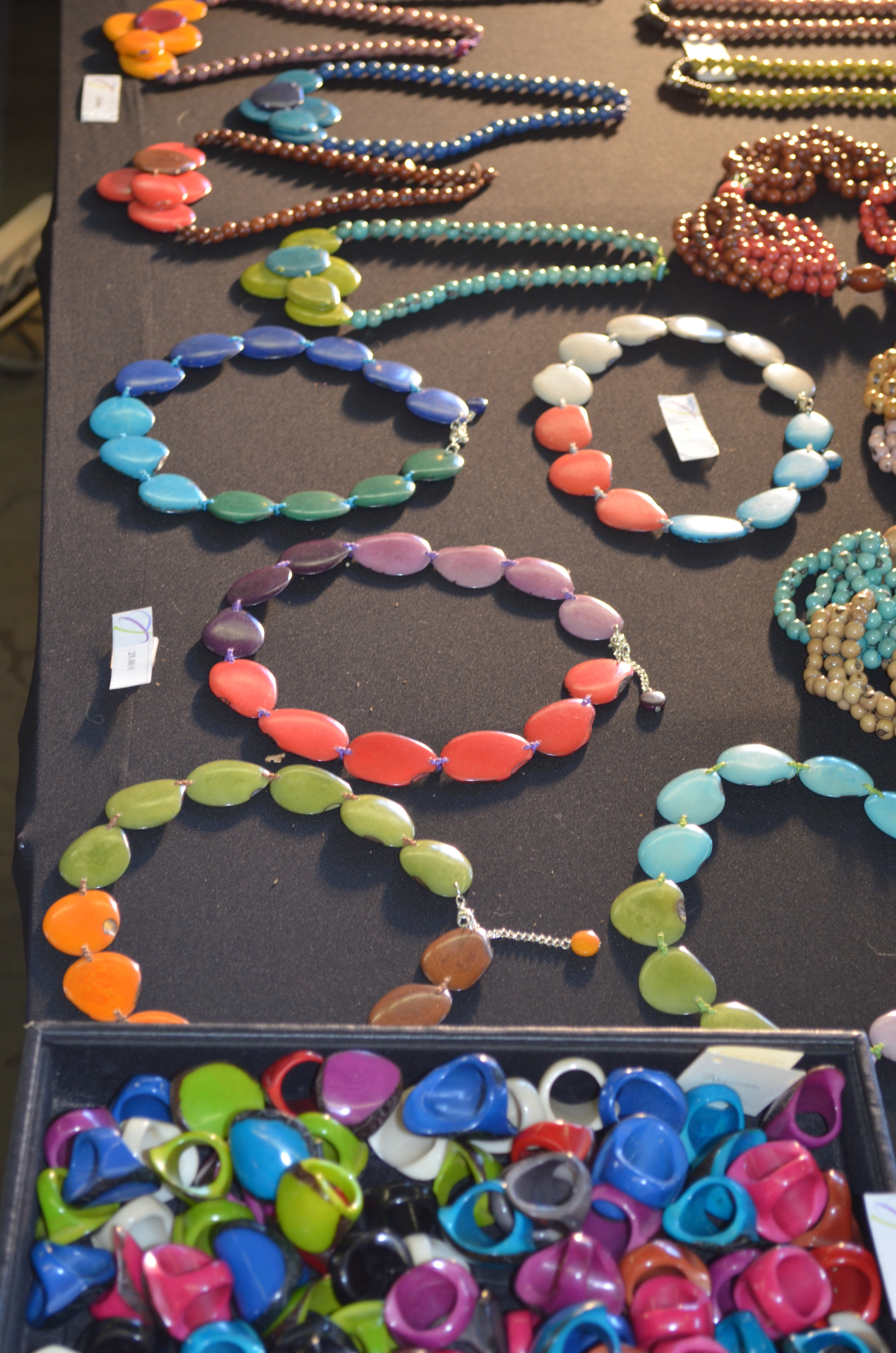
Korale z orzechów tagua

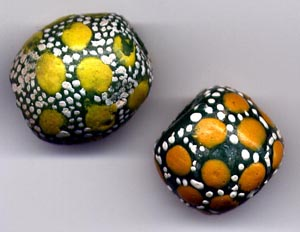
Szklane koraliki plemienia Krobo z Ghany

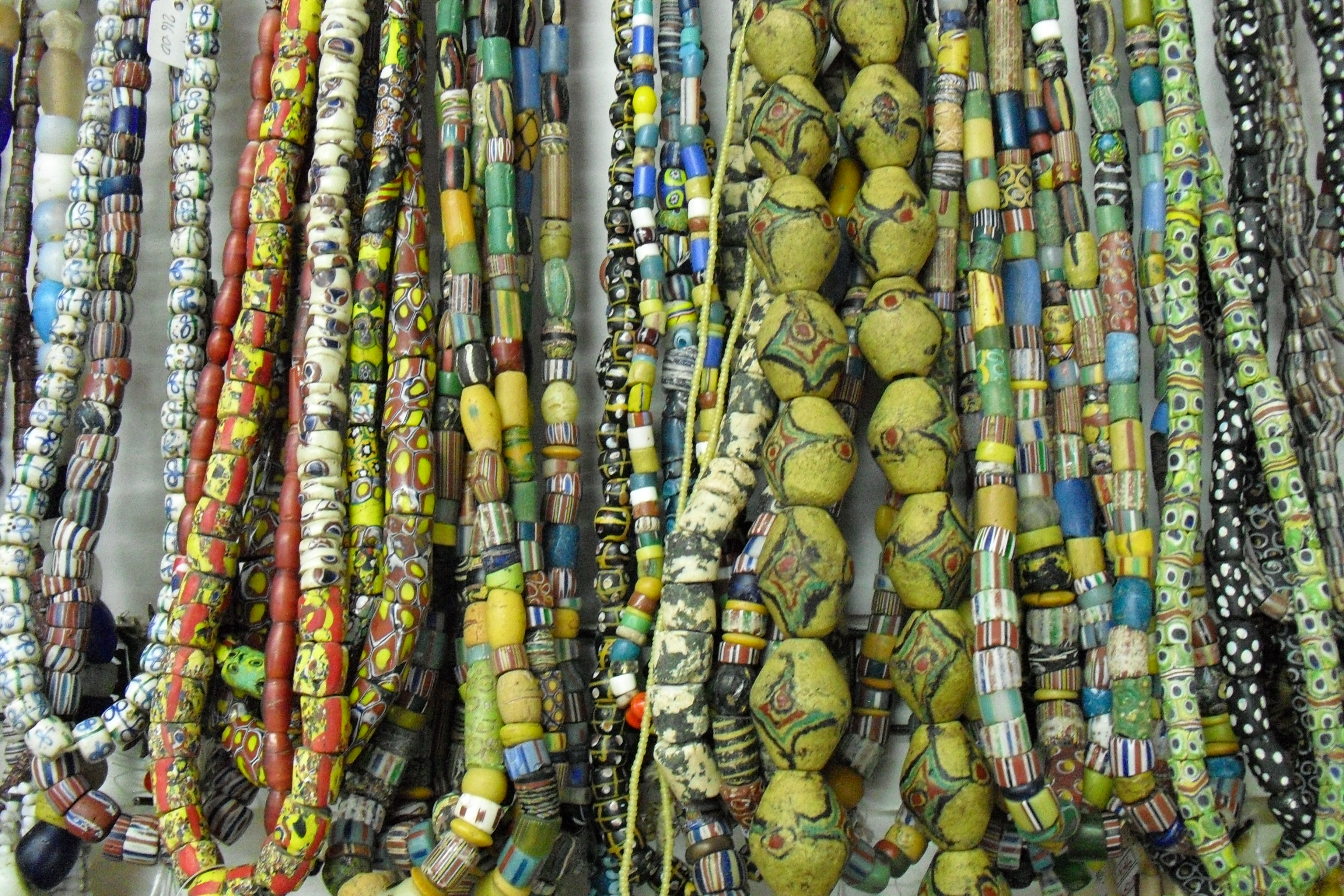
Ghańskie szklane korale

W Ameryce Południowej korale są robione z wysuszonych orzechów tagua, zwanych też corozo. Orzechy tauga to bardzo twarde bielmo nasion palm słoniorośli, rosnących w wilgotnych lasach amazońskich. Ze względu na podobieństwo w kolorze i twardości orzechów tagua do kości słoniowej nazywanych roślinną albo palmową kością słoniową. Orzechy tagua są najpierw farbowane, następnie zostają z nich wystrugane korale, które później się poleruje.
Chiny słyną z ręcznie malowanych koralików porcelanowych, koralików jadeitowych, koralików-monet (są to repliki prawdziwych okrągłych monet zrobionych z brązu z kwadratową dziurką w środku) oraz koralików wykonanych techniką emaliowania komórkowego cloisonné.
W Afganistanie korale i inne ozdoby wykonuje się z pozyskiwanego tam w kopalniach ciemnoniebieskiego lapis lazuli.
Dla Indii charakterystyczne są srebrne korale robione techniką złotniczą filigranu (tarakasi) z Cuttack.
Z Włoch (Wenecji i Murano) pochodzą delikatne szklane koraliki-bombki.
W Grecji koraliki do komboloi robi się z drewna drzewa oliwnego.
W produkcji różnych rodzajów szklanych koralików wyspecjalizowały się Czechy, w tym odlewanych koralików o kształcie listków i kwiatów. Producentami koralików-ziarenek są Czechy i Japonia, podczas gdy wysokiej jakości koraliki-kryształki ze szkła ołowiowego są produkowane w Austrii.
Japonia oraz inne kraje skupione wokół Południowego Pacyfiku są producentami pereł hodowlanych.
Aborygeni australijscy tradycyjnie robili koraliki i inne ozdoby z żółto-zielonego gaspeitu, występującego w Zachodniej Australii.
Charakterystyczne dla Afryki są m.in.:
- korale boksytowe z Ghany, o unikalnym kolorze i strukturze, importowane na sprzedaż do Europy[50][51],
- korale batik z Ghany i Kenii, tradycyjnie robione przez plemiona z kości bydła domowego (krowy, bawołu, wielbłąda) po ewentualnym wybieleniu, malowane naturalnymi barwnikami roślinnymi w geometryczne biało-czarne lub biało-brązowe wzory, przypominające np. pasy zebry czy cętki lamparta, najczęściej są kształtu okrągłego lub cylindrycznego[44][45],
- gliniane korale z Mali z wyciętymi geometrycznymi wzorami, które tradycyjnie były używane jako pomoc przy przędzeniu bawełny tzw. przęślik[50][52],
- szklane korale z Ghany obejmujące 4 rodzaje ręcznie robionych korali (przezroczyste, „malowane”, „pudrowane” i drobne koraliki-ziarenka) z potłuczonego szkła, które jest ponownie topione; ich wyrobem trudnią się głównie dwie grupy etniczne: Krobo i Aszanti, współcześnie szklane korale w dalszym ciągu odgrywają istotną rolę w ghańskiej kulturze, a tajniki ich produkcji są przekazywane z pokolenia na pokolenie[53].

## Inne zastosowania
Z korali umieszczonych na pręcikach są robione liczydła.
Siateczka z nawleczonymi koralikami oplata od strony zewnętrznej tykwę w instrumencie muzycznym shekere. Rytmiczne ruchy instrumentem wprawiają w ruch koraliki, które wydają dźwięk.
Z koralików mogą być wykonane różne przedmioty np. żyrandole, żaluzje i przesłony, ramki do zdjęć itp.
Dla dzieci dostępne są zabawki z koralikami: dla najmłodszych duże drewniane różnokolorowe korale do nawlekania na sznurek bez konieczności używania igły, dla starszych dziewczynek zestawy do robienia własnej biżuterii (bransoletek, korali, wisiorków) oraz dla chłopów i dziewczynek tzw. koraliki do zaprasowania – rozwijające kreatywność, koncentrację i małą motorykę.